# 雅妮莎·蒂拉彤
雅妮莎·蒂拉彤（羅馬化：Yanissa Diratorn，1998年11月20日—），小名Gam，為泰國女演員及模特。2018年，透過泰國超模大賽出道。代表作有《謎音符管》。

## 早期生活
Gam於1998年11月20日出生於泰國曼谷。小學就讀於Youth Exchange School（โรงเรียนยุวทูตศึกษา）。初中畢業於Suankularb Wittayalai Rangsit School，之後於曼谷希思菲爾德國際學校完成高中學業。大學畢業於朱拉隆功大學的美術與應用藝術學院。
她從四歲起便開始練習體操，曾被獲選為詩琳通公主所舉辦的「皇家盃青少年藝術體操存錢罐比賽」的25名參賽者之一。更曾學過芭蕾舞、唱歌、馬術、射擊、走秀等，以及會用泰語、英語兩種語言來交流。

## 演藝經歷
Gam從2018年的泰國超模大賽舞台進入演藝圈。在簽約"Under Coliseum Inter Group"成為旗下女演員後，以「美麗健康肌」的殊榮入圍10名決賽選手之一。
2019年出演首部戲劇作品《謎音符管》。
2020年演出《北方之愛》
2021年首度在戲劇《愛心救援》中擔綱第一女主角。

## 影視作品

### 電視劇
| 首播年份 | 戲名                                     | 戲名              | 播放平台    | 角色             | 備註 |
| 首播年份 | 譯名                                     | 原文名            | 播放平台    | 角色             | 備註 |
| 2019年   | 《謎音符管》                             |                   | Ch7HD       | Mafai            | 未知 |
| 2020年   | 《北方之愛》                             |                   | Ch7HD       | A-Muai           | 未知 |
| 2021年   | 《愛心救援》                             |                   | Ch7HD       | Chujai           | 主演 |
| 2021年   | 《當愛在靠近》                           |                   | Ch7HD       | Mutita Saradee   | 主演 |
| 2021年   | 《鬼移》                                 |                   | Thairath TV | Phicha           | 未知 |
| 2022年   | 《虎之梨伽2022》                         |                   | Ch7HD       | Bangon Rujirek   | 主演 |
| 2022年   | 《神秘之堡》                             |                   | Ch7HD       | Inthanin         | 配角 |
| 2022年   | 《虎裔》                                 |                   | Ch7HD       | Janchai          | 配角 |
| 2023年   | 《復生神咒》                             |                   | Ch7HD       | Molin （現代）   | 主演 |
| 2023年   | 《復生神咒》                             | Wanthong （前世） | Ch7HD       |                  | 主演 |
| 2024年   | 《露在火中燒2024》                       |                   | Ch7HD       | Ornrawee （Orn） | 配角 |
| 待公布   | 《Por Ta Bpuen Toh: Sao Kamnan Phan Du》 |                   | Ch7HD       |                  | 主演 |

## 外部連結
- 雅妮莎·蒂拉彤於Channel 7的簡介 （页面存档备份，存于）（泰文）
- 雅妮莎·蒂拉彤的Instagram帳戶（泰文）